# Questo & Quello
Questo & Quello è un album antologico di Giorgio Gaber, pubblicato dalla Dischi Ricordi nel 1964 e distribuito in esclusiva per i lettori del settimanale Bolero Film.
Si tratta di una raccolta di quattordici brani (diversi dei quali mai apparsi sino ad allora su LP) proposti da Gaber nella trasmissione televisiva dallo stesso titolo, di cui era conduttore. Fra le canzoni, solo Il coscritto è completamente inedita.

## Tracce
Lato A
1. E giro, e giro (Sigla della trasmissione televisiva Questo & Quello) (Umberto Simonetta, Giorgio Gaber)
2. La ballata del Cerutti (Umberto Simonetta, Giorgio Gaber)
3. Così felice (Giorgio Gaber)
4. Le strade di notte (Umberto Simonetta, Giorgio Gaber)
5. Le nostre serate (Sigla della trasmissione televisiva Canzoniere Minimo) (Umberto Simonetta, Giorgio Gaber)
6. Il coscritto (Umberto Simonetta, Giorgio Gaber)
7. La balilla (con Maria Monti) (Tradizionale)

Lato B
1. Trani a gogò (Umberto Simonetta, Giorgio Gaber)
2. Porta romana (Umberto Simonetta, Giorgio Gaber)
3. Grazie tante (Cover di Glad All Over della The Dave Clark Five) (Dave Clark, Mike Smith; adattamento testo in italiano di Gaspare Abbate e Mogol)
4. Non arrossire (Giorgio Gaber, Davide Pennati, Maria Monti, Mogol)
5. La maglietta (Umberto Simonetta, Giorgio Gaber, Alberto Testa, Iller Pattacini)
6. C'è una cosa che non sai (Giorgio Gaber)
7. Ciao ti dirò (Gianfranco Reverberi, Giorgio Calabrese)